# دينيز ايزيك
دينيز ايزيك (بالتركية: Deniz Ayçiçek)‏ (5 يونيو 1990 بنويشتات آم روبنبرغه في ألمانيا - ) هو لاعب كرة قدم ألماني في مركز الوسط. لعب مع نادي دويسبورغ وهانوفر 96 و1. FC Wunstorf ‏ وأم أس في دويسبورغ II ‏.

## وصلات خارجية
- دينيز ايزيك على موقع الاتحاد الأوربي (الإنجليزية)
- دينيز ايزيك على موقع قاعدة بيانات كرة القدم.إي يو (الإنجليزية)
- دينيز ايزيك على موقع بيانات كرة القدم. دي إي (الألمانية)
- دينيز ايزيك على موقع عالم كرة القدم.نت (الإنجليزية)
- دينيز ايزيك على موقع AS.com (الإسبانية)